# Clematis glauca
Clematis glauca là một loài thực vật có hoa trong họ Mao lương. Loài này được Willd. mô tả khoa học đầu tiên năm 1796.